# Matías Sepúlveda
Matías Ignacio Sepúlveda Méndez (Santiago de Chile, 12 de marzo de 1999) es un futbolista chileno que se desempeña como mediocampista y juega en el Club Universidad de Chile de la primera división de ese país. Además, ha sido internacional con las selecciones de Chile sub-17 y sub-20.

## Trayectoria
Matías Sepúlveda inició su carrera como futbolista desde muy pequeño, probando suerte en varios clubes entre ellos Coquimbo Unido, Magallanes y Colo-Colo ya que un veedor lo vio dominando un balón en un supermercado aledaño al Estadio Monumental. Es oriundo de Villa El Abrazo de Maipú, y de joven se destacó en otros deportes, sobre todo el tenis. A su vez, también jugaba fútbol aunque no estaba tan convencido. No obstante, su papá lo invitaba a jugar fútbol, comenzando entusiasmarse con la práctica de este.

### O'Higgins
Luego de su paso por el elenco carabelero, directivos de O'Higgins compran su pase y lo envían a la división sub-17 del club celeste, donde logró coronarse campeón de la categoría. En 2015, junto a su compañero Matías Meneses participa en la Copa UC Sub-17 de 2015, ya que fue nominado por el técnico Hernán Caputto, obteniendo el tercer lugar del torneo y marcando en una oportunidad en el certamen. En julio de 2016 viaja con O'Higgins a Irlanda del Norte para disputar la SupercupNI o también conocida como Milk Cup, donde se destacó por convertir una tripleta contra el Vendée de Francia, y finalmente logrando ganar el campeonato, siendo el primer club chileno en obtenerlo.
Desde 2016 estuvo en el primer equipo, incluso fue inscrito en la nómina para jugar la Copa Sudamericana 2016. Debutó con el plantel profesional en 2016, y anotó sus primeros dos goles en el Torneo Transición 2017, en el empate entre O'Higgins y Universidad de Chile en el Estadio Nacional. Rápidamente, los hinchas de O'Higgins y la prensa deportiva comparó a Sepúlveda con Pedro Pablo Hernández, ya que poseen características similares, como la posición en la cancha, el pie hábil (zurdo) y la técnica con el balón. Por ello, fue apodado como "Tucu", el cual es el sobrenombre de Hernández, quien es oriundo de San Miguel de Tucumán.
Tras cinco temporadas en el primer equipo de O'Higgins, en los que convirtió cinco goles, a fines de 2021 se decidió la no renovación de su contrato.

### Audax Italiano
El 10 de febrero de 2022, a través de sus redes sociales, Audax Italiano oficializó la llegada de Sepúlveda al equipo de La Florida por dos temporadas. El volante tuvo su debut oficial junto a los "audinos" el 23 de febrero en el triunfo 1-0 ante Estudiantes de La Plata de Argentina, ingresando a los 80' en el partido de ida de la segunda ronda de la Copa Libertadores 2022, disputado en el Estadio El Teniente de Rancagua.
Universidad de Chile
El 19 de enero del 2024 fue oficializado como el séptimo refuerzo para la temporada, para el conjunto laico y el 23 de enero sería presentado junto al director deportivo del club en conferencia de prensa.

## Selección nacional
Formó parte de la selección de fútbol sub-17 de Chile donde ha sido citado en varias ocasiones junto a sus compañeros de equipo Luis Ureta y David Salazar. Actualmente, es seleccionado sub-20 de Chile, y formó parte del grupo de sparrings que acompañó a la Roja en la Copa FIFA Confederaciones de 2017. Fue seleccionado chileno Sub-20 en el Campeonato Sudamericano de Fútbol Sub-20 de 2019 con el técnico Héctor Robles, en el torneo jugó 4 partidos, de estos en 3 ocasiones ingreso como titular. Su selección fue eliminada en la primera fase del campeonato en la derrota con la selección de fútbol de Colombia en el Estadio El Teniente de Rancagua.
| Torneo                                | Sede  | Resultado    | Partidos | Goles |
| ------------------------------------- | ----- | ------------ | -------- | ----- |
| Sudamericano de Fútbol Sub-20 de 2019 | Chile | Primera fase | 4        | 0     |

## Estadísticas

### Clubes
| Club                         | Div.             | Temporada        | Liga  | Liga  | Copas nacionales | Copas nacionales | Torneos internacionales | Torneos internacionales | Total | Total |
| Club                         | Div.             | Temporada        | Part. | Goles | Part.            | Goles            | Part.                   | Goles                   | Part. | Goles |
| ---------------------------- | ---------------- | ---------------- | ----- | ----- | ---------------- | ---------------- | ----------------------- | ----------------------- | ----- | ----- |
| O'Higgins · Chile            | 1.ª              | 2016-17          | 4     | 0     | 1                | 0                | 0                       | 0                       | 5     | 0     |
| O'Higgins · Chile            | 1.ª              | 2017             | 11    | 2     | 3                | 0                | 0                       | 0                       | 14    | 2     |
| O'Higgins · Chile            | 1.ª              | 2018             | 13    | 0     | 1                | 0                | 0                       | 0                       | 14    | 0     |
| O'Higgins · Chile            | 1.ª              | 2019             | 21    | 1     | 4                | 0                | 0                       | 0                       | 25    | 1     |
| O'Higgins · Chile            | 1.ª              | 2020             | 23    | 0     | 0                | 0                | 0                       | 0                       | 23    | 0     |
| O'Higgins · Chile            | 1.ª              | 2021             | 22    | 2     | 2                | 0                | 0                       | 0                       | 24    | 2     |
| O'Higgins · Chile            | Total club       | Total club       | 94    | 5     | 11               | 0                | 0                       | 0                       | 105   | 5     |
| Audax Italiano · Chile       | 1ª               | 2022             | 25    | 1     | 4                | 1                | 2                       | 0                       | 31    | 2     |
| Audax Italiano · Chile       | 1ª               | 2023             | 27    | 3     | 3                | 0                | 9                       | 3                       | 39    | 6     |
| Audax Italiano · Chile       | Total club       | Total club       | 52    | 4     | 7                | 1                | 11                      | 3                       | 70    | 8     |
| Universidad de Chile · Chile | 1.ª              | 2024             | 24    | 1     | 8                | 2                | —                       | —                       | 32    | 3     |
| Universidad de Chile · Chile | 1.ª              | 2025             | 18    | 1     | 5                | 1                | 7                       | 1                       | 30    | 3     |
| Universidad de Chile · Chile | Total club       | Total club       | 42    | 2     | 13               | 3                | 7                       | 1                       | 62    | 6     |
| Total en carrera             | Total en carrera | Total en carrera | 188   | 11    | 31               | 4                | 18                      | 4                       | 237   | 19    |
| 1. 2. 3.                     |                  |                  |       |       |                  |                  |                         |                         |       |       |

### Resumen estadístico
| Competición               | Partidos | Goles |
| ------------------------- | -------- | ----- |
| Primera División de Chile | 146      | 9     |
| Copa Chile                | 18       | 1     |
| Copa Sudamericana         | 11       | 3     |
| Selección de Chile sub-20 | 4        | 0     |
| Total                     | 179      | 13    |

## Palmarés

### Títulos nacionales
| Título     | Club                 | País  | Año  |
| ---------- | -------------------- | ----- | ---- |
| Copa Chile | Universidad de Chile | Chile | 2024 |

### Títulos internacionales
| Título               | Equipo (*)                | Sede              | Año  |
| -------------------- | ------------------------- | ----------------- | ---- |
| Copa Milk            | O'Higgins                 | Irlanda del Norte | 2016 |
| Juegos Suramericanos | Selección de Chile sub-20 | Cochabamba        | 2018 |

### Distinciones individuales
| Distinción                                        | Año  |
| ------------------------------------------------- | ---- |
| Equipo ideal de la semana de la Copa Sudamericana | 2023 |